# جون فيرغسون (سياسي كندي، مواليد 1839)
جون فيرغسون (بالإنجليزية: John Ferguson)‏ هو سياسي كندي، ولد في 27 أبريل 1839، وتوفي في 22 سبتمبر 1896. انتخب عضو مجلس الشيوخ الكندي (10 يناير 1892 – سبتمبر 1896) وانتخب عضو مجلس العموم الكندي عن دائرة Welland (electoral district) ‏ (20 يونيو 1882 – 3 مايو 1891).